# Huang Qiang

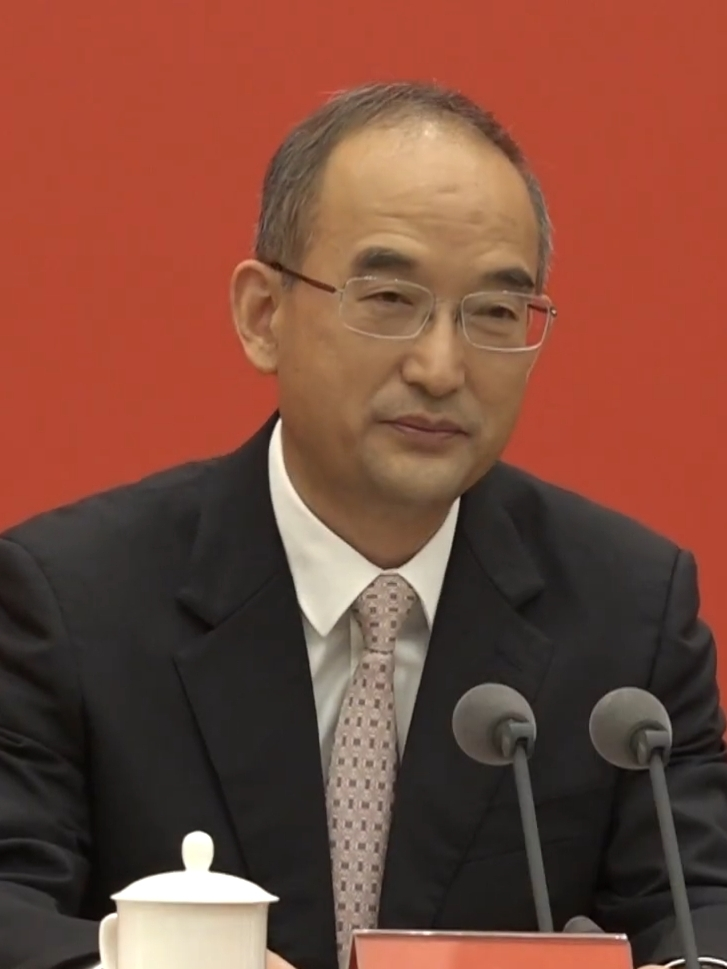
Huang Qiang

Huang Qiang (chinesisch 黄强; * April 1963 in Dongyang, Zhejiang) ist ein Politiker der Kommunistischen Partei Chinas (KPCh) in der Volksrepublik China, der seit 2021 Gouverneur von Sichuan ist.

## Leben

### Studium und Parteifunktionär
Huang Qiang, der zum Han-Volk gehört, begann nach dem Schulbesuch 1979 ein Studium an der Polytechnischen Universität Nordwestchinas und schloss dieses 1983 ab. 1985 wurde er Mitglied der Kommunistischen Partei Chinas (KPCh) und absolvierte zwischen 1987 und 1998 ein postgraduales Studium an der Polytechnischen Universität Nordwestchinas. Nach verschiedenen Tätigkeiten wurde er 2006 Generalsekretär der Kommission für Wissenschaft, Technik und Industrie für Landesverteidigung (COSTIND) und bekleidete diese Funktion bis 2008. Im Anschluss war er zwischen 2008 und 2014 Stellvertretender Direktor der Nationale Behörden für Wissenschaft, Technik und Industrie in der Landesverteidigung (SASTIND), der Nachfolgeorganisation der COSTIND. Zugleich war er von 2008 bis 2014 auch Mitglied der Parteiführungsgruppe der SASTIND. 2014 wurde er in die Provinz Gansu versetzt und war dort bis 2020 Vize-Gouverneur dieser Provinz. Zwischenzeitlich war er von 2017 bis 2018 Geschäftsführender Vize-Gouverneur von Gansu.

### Gouverneur von Sichuan
Am 2. Februar 2021 übernahm er von Yin Li den Posten als Gouverneur der Provinz Sichuan, nachdem er zuvor bereits seit dem 2. Dezember 2020 kommissarischer Vize-Gouverneur und stellvertretender Sekretär des Parteikomitees dieser Provinz war.
Als Gouverneur setzt er sich für wirtschaftliche und ökologische Entwicklung der Provinz ein. Auf einer Pressekonferenz erklärte er im August 2022, die Provinz habe jetzt eine bessere Wasser- und Luftqualität, mit einer Waldbedeckungsrate von über 40 Prozent, fünf Prozentpunkte mehr als vor zehn Jahren.